# Nottinghamshire County Cricket Club
Der Nottinghamshire County Cricket Club repräsentiert die traditionelle Grafschaft Nottinghamshire in den nationalen Meisterschaften im englischen Cricket.

## Geschichte

### Die Anfänge
Die Basis für Cricket in Nottinghamshire ist der Nottingham Cricket Club. Dieser trug erstmals 1771 ein Spiel gegen Sheffield aus. In den 1830er Jahren gründete sich der Nottingham County Cricket Club aus regelmäßigen Treffen von Spielern in einem Pub. Das erste First-Class Match wurde 1835 gegen Sussex ausgetragen. Die Gründung des Clubs in heutiger Form erfolgte schließlich 1841. In den ersten Jahren dominierten sie die inoffizielle Championship, deren Meister damals noch von der Presse bestimmt wurde. Zwischen 1852 und 1890 wurden sie insgesamt 18 Mal als alleiniger oder geteilter Champion bestimmt. Ein wichtiger Spieler zu der Zeit war George Parr, der auch die erste englische Mannschaft nach Nordamerika anführte. Die erste offizielle County Championship konnte die Mannschaft 1907 erringen. Zwischen den Kriegen lieferte sie gute Ergebnisse ab, wurde mehrfach Zweiter der Meisterschaft und konnte sich schließlich 1929 deren Gewinn sichern.

### Nach dem Zweiten Weltkrieg

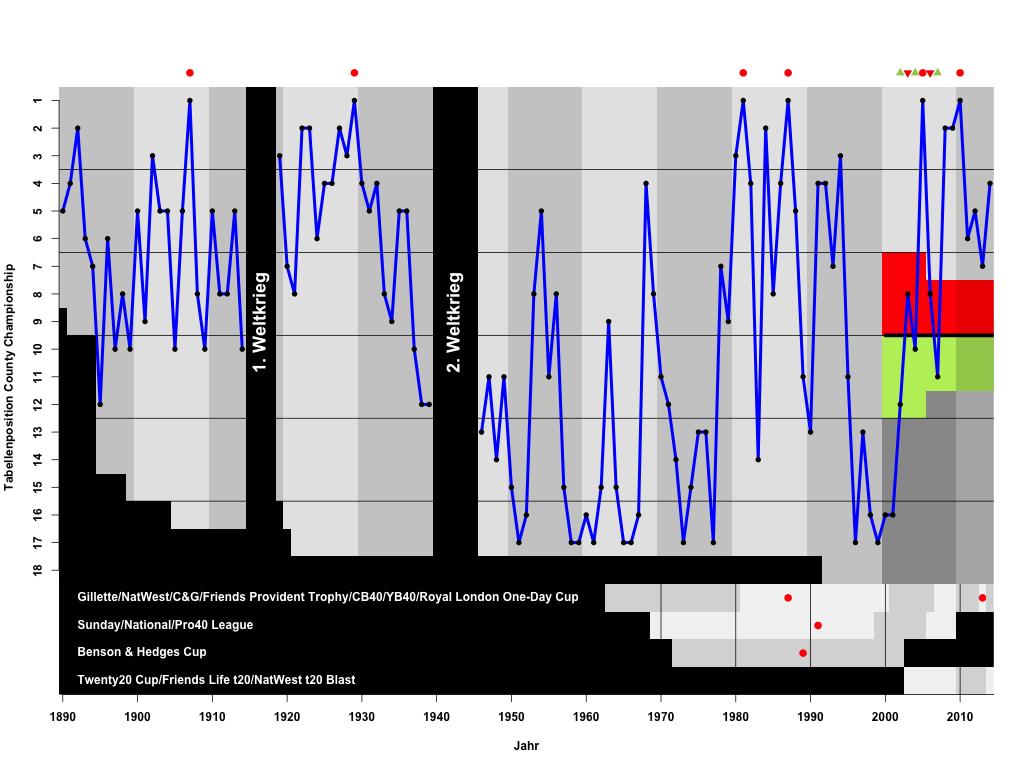
Performance des Nottinghamshire County Cricket Club im First Class, One-Day und T20 Cricket in den nationalen englischen Wettbewerben.

Nach dem Zweiten Weltkrieg begann der Club zunächst schwach und war zumeist am Ende der County Championship platziert. Erst Ende der 1970er Jahre ging es wieder aufwärts, als der Neuseeländer Richard Hadlee und der Südafrikaner Clive Rice verpflichtet wurden. So konnte 1981 die County Championship gewonnen werden. In der Nachfolge konnte man sich regelmäßig besser platzieren und 1987 die schließlich erfolgreichste Saison erspielen. In diesem Jahr gewann das Team neben der County Championship auch die NatWest Trophy. Allerdings ging es danach für die Mannschaft bergab. Man konnte 1989 den Benson & Hedges Cup und 1991 die Sunday League gewinnen, jedoch waren die Leistungen in der County Championship nicht zufriedenstellend.

### Im neuen Jahrtausend
Mit Teilung der County Championship war die Mannschaft zunächst in der Zweiten Division angesiedelt, stieg 2002 auf, aber in der Folgesaison wieder ab. 2004 wurde die Zweite Division gewonnen. Nach dem damit verbundenen Aufstieg konnte in der Saison 2005 sogar die Meisterschaft errungen werden. Allerdings hielt der Erfolg nicht lange an und in der nachfolgenden Saison stieg das Team wieder in die Zweite Division ab. Jedoch verblieb Nottinghamshire dort nur eine Saison und etablierte sich anschließend dauerhaft in der Ersten Division. Nach zweiten Plätzen 2008 und 2009 wurde 2010 abermals die Meisterschaft gewonnen. 2013 konnte mit dem Gewinn des Yorkshire Bank 40 auch wieder der Sieg in einem One-Day-Wettbewerb errungen werden. 2016 erfolgte der Abstieg aus der ersten Division der County Championship. Im Jahr 2017 gelang es Nottinghamshire sowohl den One-Day Cup, als auch erstmals den Twenty20 Cup zu gewinnen. Auch gelang ihnen in dieser Saison der Aufstieg in die erste Division der County Championship.

## Stadion
Das Heimstadion des Clubs ist Trent Bridge in Nottingham.

## Erfolge

### County Cricket
Gewinn der County Championship (6): 1907, 1929, 1981, 1987, 2005, 2010
Gewinn der zweiten Division (1): 2004

### One-Day Cricket
Gilette/NatWest/C&G Trophy/FP Trophy (1963–2009) (1): 1987
Sunday/National/Pro40 League (1988–2009) (1): 1991
Benson & Hedges Cup (1972–2002) (1): 1989
ECB 40/Clydesdale Bank/Yorkshire Bank 40 (2010–2013) (1): 2013
Royal London One-Day Cup (2014-heute) (1): 2017

### Twenty20
Twenty20 Cup/Friends Life t20/NatWest t20 Blast (0): 2017

## Statistiken

### Runs
Die meisten Runs im First-Class Cricket wurden von den folgenden Spielern erzielt:
| Spieler          | Spielzeiten | Runs   |
| ---------------- | ----------- | ------ |
| George Gunn      | 1902–1932   | 31.592 |
| Robert Robinson  | 1978–1999   | 24.439 |
| Joseph Hardstaff | 1930–1955   | 24.249 |
| William Keeton   | 1926–1952   | 23.744 |
| John Gunn        | 1896–1925   | 23.194 |

### Wickets
Die meisten Wickets im First-Class Cricket wurden von den folgenden Spielern erzielt:
| Spieler          | Spielzeiten | Runs  |
| ---------------- | ----------- | ----- |
| Thomas Wass      | 1896–1920   | 1.653 |
| William Voce     | 1927–1952   | 1.312 |
| William Attewell | 1881–1899   | 1.303 |
| Samuel Staples   | 1920–1934   | 1.268 |
| Harold Larwood   | 1924–1938   | 1.247 |